# Nudlung Island
Nudlung Island – niezamieszkana wyspa w Cieśninie Davisa, w Archipelagu Arktycznym, w regionie Qikiqtaaluk, na terytorium Nunavut, w Kanadzie. W pobliżu Nudlung Island położone są wyspy: Rock Island (6,8 km), Pilektuak Island (15,3 km), Satigsun Island (22,2 km) i Kekertaluk Island (27,1 km).